# Nufarm
Nufarm est une société australienne de produits agrochimiques dont le siège est à Melbourne. La société détient plus de 2100 enregistrements de produits et commercialise des produits phytosanitaires dans plus de 100 pays dans le monde.
La société est un fabricant de phénoxy 2,4 D, classe d'herbicides qui permettent d'éliminer les mauvaises herbes dicotylédones. Ces produits sont fabriqués dans des installations fonctionnant en réseau à l'échelle mondiale en Australie, en Angleterre, en Autriche et aux Pays-Bas.
Une large gamme d'autres produits de protection des cultures sont fabriqués dans des usines situées en Australie, en Nouvelle-Zélande, en Asie, en Europe, en Afrique et en Amérique.
Nufarm a également développé une position dans le gazon et les marchés spécialisés (marchés d'entretien des pelouses, des terrains de golf, des parcs municipaux, lutte contre les mauvaises herbes aquatiques et en sylviculture).

## Principaux actionnaires
Au 23 avril 2020.
| Sumitomo Chemical Company                       | 15,9% |
| Ellerston Capital                               | 11,7% |
| Nikko Asset Management                          | 8,98% |
| Allan Gray Australia                            | 7,57% |
| Firetrail Investments                           | 6,69% |
| Health Employees Superannuation Trust Australia | 4,98% |
| United Super                                    | 4,97% |
| Macquarie Bank                                  | 4,75% |
| Schroder Investment Management Australia        | 4,20% |
| Norges Bank Investment Management               | 3,19% |